# Чернецова, Надежда Сергеевна
Надежда Сергеевна Чернецова (р. 15 ноября 1948, Ленинград) — российский экономист.

## Биография
Окончила ПГПИ им. В. Г. Белинского (1970), аспирантуру МОПИ им. Н. К. Крупской (1977); с 1970 — ассистент, ст. преподаватель, доцент кафедры политэкономии ПГПИ. Доктор экономических наук (2003), проф. (2006), почётный проф. ПГПУ (2008). В 1987—2003 — заведующая кафедрой политэкономии, с 2003 — заведующая кафедрой экономической теории ПГПУ; с 2006 — проректор по социально-экономическому развитию и связям с общественностью ПГПУ. В 2003 защитила докторскую диссертацию «Экономическая природа и эволюция системы экономических интересов» в Диссертационном совете МГУ им. М. В. Ломоносова.

## Научная деятельность
Область научных интересов: методология экономического исследования, эволюция мировой и отечественной экономической мысли, становление современной парадигмы экономической науки, экономические интересы, эволюция системы экономических интересов, устойчивость социально-экономической системы, социальная дифференциация и депрессивность регионов России, проблемы развития агропромышленного комплекса России. Результаты научной и методической работы опубликованы в 112 публикациях, в том числе в 7 монографиях, 18 учебных пособиях (из них 9 — с грифом МО РФ и УМО), статьях в журнале «Экономические науки»; докладывались и обсуждались на международных, региональных, межвузовских научно-практических конференциях; получили поддержку Министерства образования РФ в форме гранта при разработке проблем «Эволюционная теория и преодоление социальной дифференциации регионов Российской Федерации», «Преодоление депрессивности регионов России» (грант ГОО — 3. 2 — 228 в 2001—2002 и грант № 03-02-00244 а / В на 2003—2004). Являлась руководителем и научным консультантом при подготовке и успешной защите 6 канд. и одной докт. дисс., ведёт активную научно-общественную работу, является членом Учёного совета ун-та, совета ФЭМИ, председателем Совета К. социально-экономических и гуманитарных дисциплин ПГПУ, членом Экспертного совета при Администрации П., членом Правления Пенз. организации общества «Знание», членом Совета по науке ПГПУ, председателем секции РИО ПГПУ, членом оргкомитета и непосредственным организатором проведения ежегодных «Кирилло-Мефодиевских чтений», конкурса «Иннокентьевский учитель» и серии научно-практических конференций «Учитель XXI века».

## Награды
Награждена значком «Отличник народного просвещения», знаком «Почётный работник высшего профессионального образования Российской Федерации», Грамотой губернатора Пензенской области, Благодарственными грамотами Архиепископа Пензенского и Кузнецкого Филарета.

## Публикации
- Экономическая природа и эволюция системы экономических интересов. — М.: МГУ, 2003;
- Эволюция системы экономических интересов общества //Современная экономика: Приложение к журналу «Экономические науки». — 2002. — № 3;
- Проблемы трансформации системы экономических интересов в России // Современная экономика. Приложение к журналу «Экономические науки». — 2002. — № 4;
- Теория и методология исследования экономических интересов. — М.: МИЭМ, УЧЛИТВУЗ, 2001;
- Основные направления становления новой парадигмы экономической теории // Современные проблемы экономической теории. — В 2-х ч. — Ч. II.- М.: Парад, 2004;
- Перспективы процесса социально-экономической стабилизации в России: концепции, факторы, механизмы: коллективная монография / под ред. Н. С. Чернецовой, В. А. Скворцовой, Г. Б. Новосельцевой. - П.: ПГПУ, 2005;
- Проблемы трансформации системы экономических интересов // Закономерности и перспективы трансформации общества. Материалы к V Международной Кондратьевской конференции (Санкт-Петербург, 19-22 октября 2004 г.). — Т.2. — СПб.: Изд-во СПбГУЭФ, 2004;
- Закон первоначального накопления капитала и противоречия системы экономических интересов молодёжи // Труды Международного форума по проблемам науки, техники и образования. — Т.1 / под ред. В. М. Савиных, В. В. Вишневского. - М.: Академия наук о Земле, 2005.